# Camille Lepage
Camille Lepage (ur. 28 stycznia 1988 w Angers, zm. 11 maja 2014 w pobliżu Bouar) – francuska fotoreporterka, która zginęła w czasie konfliktu w Republice Środkowoafrykańskiej w 2014 r. Jej śmierć została opisana jako „morderstwo” przez prezydenta Francji. Jest pierwszym zachodnim dziennikarzem, który zginął w Republice Środkowoafrykańskiej od grudnia, gdy Francja wysłała tam wojsko.
Po ukończeniu szkoły średniej w Liceum im. Świętego Marcina w Angers, studiowała dziennikarstwo w Southampton Solent University, podczas których ukończyła też rok Erasmus w Hogeschool Utrecht w Holandii.
Po ukończeniu studiów wybrała fotoreportaż. Pracowała w Egipcie, w Sudanie Południowym, i w Republice Środkowoafrykańskiej.
Jej prace pojawiały się w dziennikach „The Sunday Times”, „The Guardian”, „The New York Times”, „The Wall Street Journal”, „The Washington Post”, telewizji BBC, sprzedawała także zdjęcia do francuskich „Le Monde” i „Libération”.
Zwłoki Camille Lepage wykrył patrol francuskich sił pokojowych w dniu 13 maja 2014, „kiedy w rejonie Bouar zatrzymał samochód, którym jechali członkowie (chrześcijańskich) bojówek Anti-balaka” według biura prezydenta Francji François Hollande’a.